# تفاعل ألدول

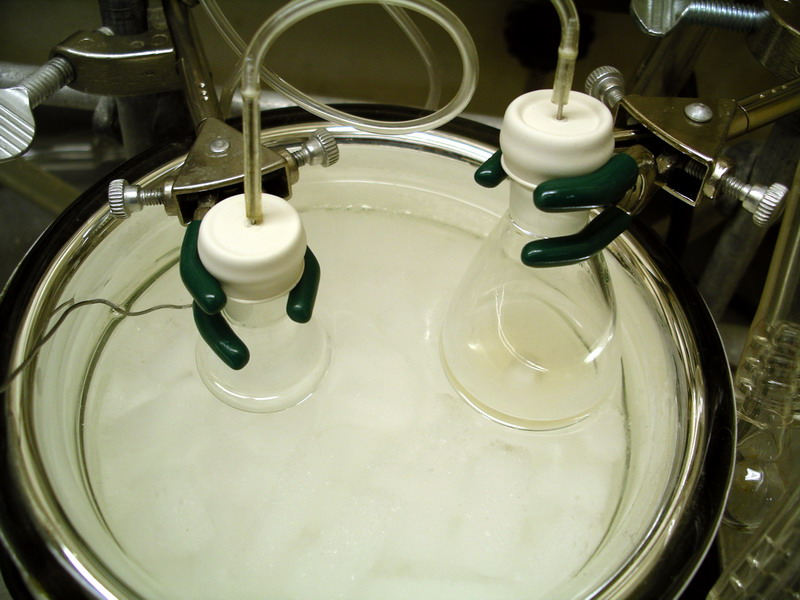

تفاعل ألدول (أو التفاعل الألدولي) هو تفاعل مهم في الكيمياء العضوية حيث يتكون عنه رابطة كربون-كربون. يتضمن التفاعل إضافة نيكليوفيلية لإينولات الكيتون إلى ألدهيد لتكوين كيتون بيتا هيدروكسيلي أو آلدول وهي وحدة بنائية توجد طبيعيًا في كثير من الجزيئات والدوائيات.